# 로기 (신화)
로기(고대 노르드어: Logi→불)는 북유럽 신화에 나오는 요툰으로, 불을 의인화한 것이다. 그는 표른요트의 아들이며 바다의 신 에기르와 바람의 신 카리의 형제이다. 불의 여거인 글로드와 결혼하여 아름다운 두 딸 에이사(Eisa)와 에이미리아(Eimirya)를 낳았다.
로기는 종종 로키와 혼동되는데, 이로 인해 창작물에서 로키가 불의 신으로 등장하게 되는 경우가 있다.
태양계 여섯번 째 행성인 토성의 위성 중 하나는 불의 거인 로기의 이름을 따서 Loge라고 지었다.